# McLaren MP4/6
Der McLaren MP4/6 ist ein Formel-1-Rennwagen des Teams McLaren, der in den WM-Saisons 1991 und 1992 eingesetzt wurde. McLaren gewann mit diesem Fahrzeug 1991 sowohl die Fahrer- als auch die Konstrukteursweltmeisterschaft.

## Technik und Entwicklung

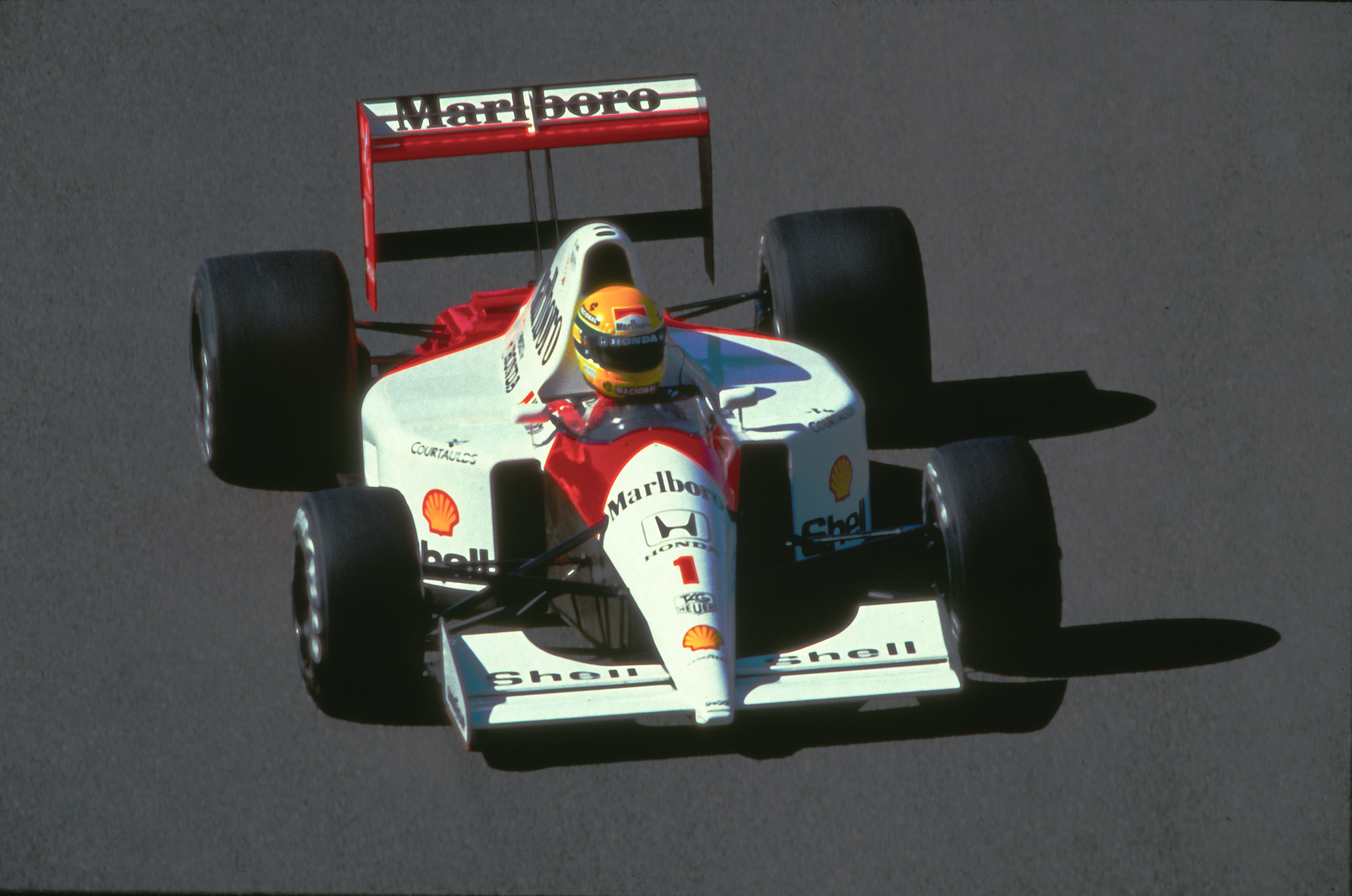
Ayrton Senna im McLaren MP4/6 beim Großen Preis von Belgien 1991

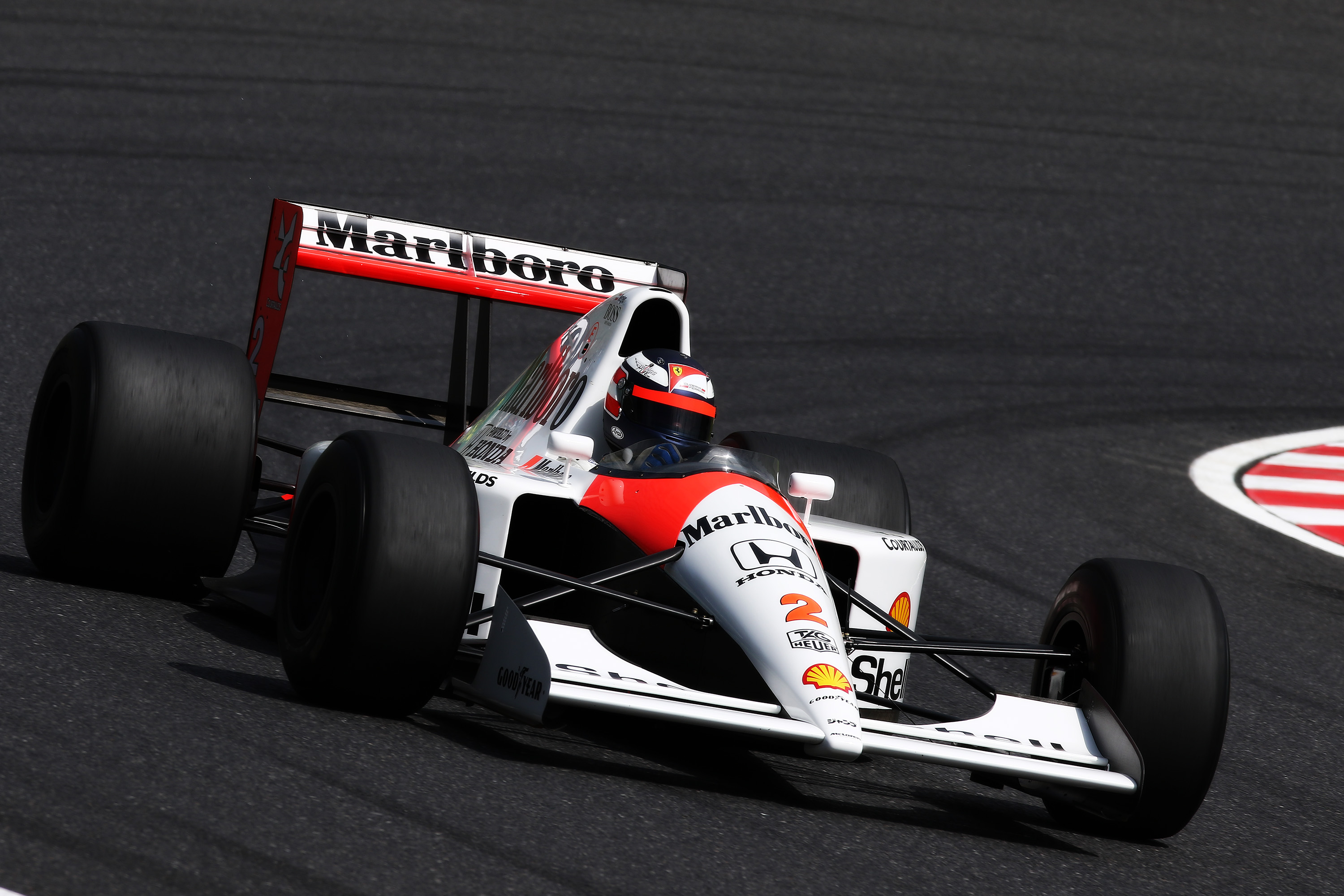
Gerhard Berger im McLaren MP4/6, 2015

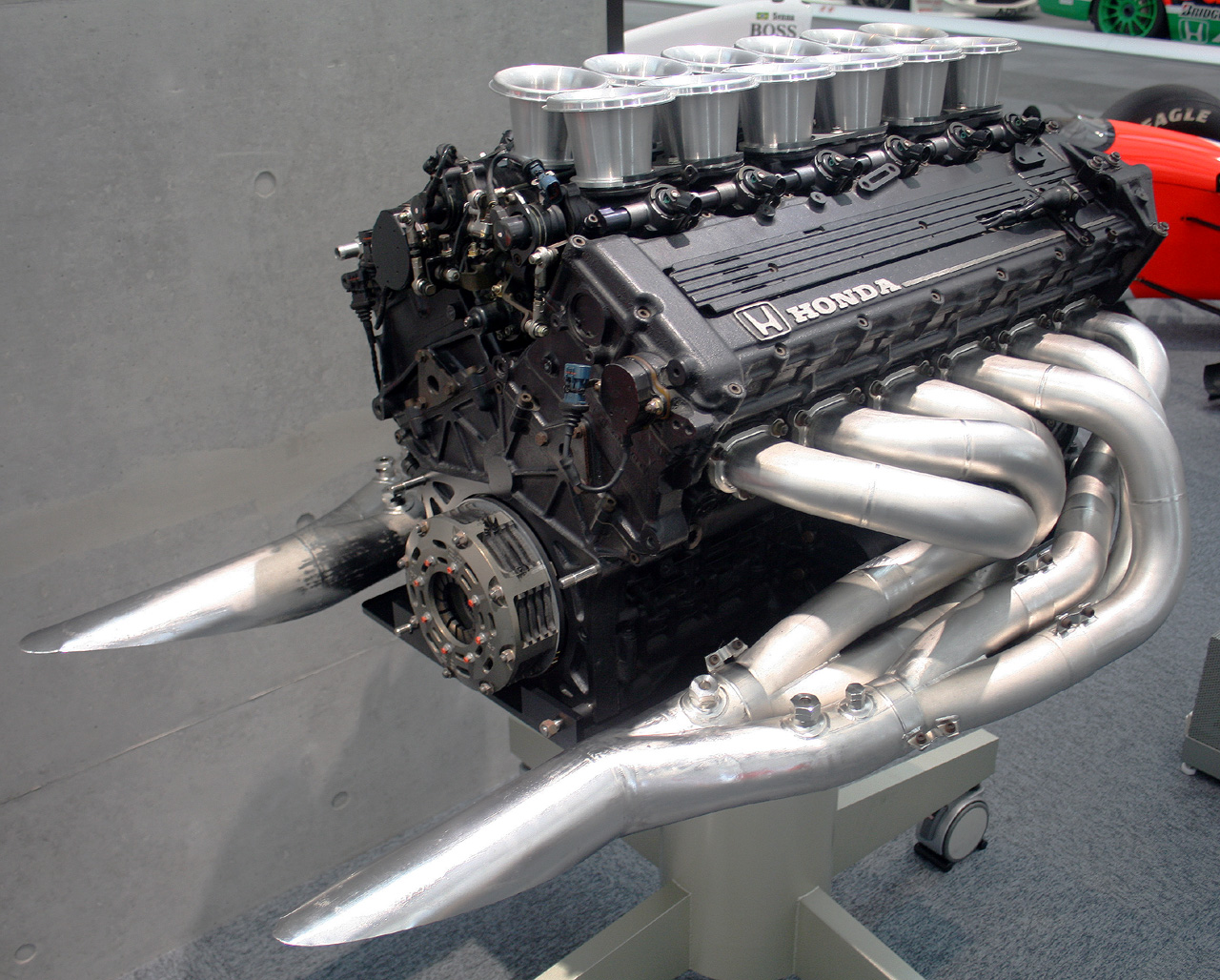
Motor des McLaren MP4/6
(Honda RA121E)

Der von Neil Oatley und Henri Durand entwickelte Wagen besaß ein Monocoque aus kohlenstofffaserverstärktem Kunststoff. Gegenüber dem Vorgänger MP4/5B wurde nicht nur das aerodynamische Konzept stark überarbeitet; auch das Chassis musste komplett neu entworfen werden, um den größeren und schwereren Motor aufzunehmen: Statt des bisherigen Honda-V10 kam nun ein V12-Motor mit 60° Zylinderbankwinkel und der Typenbezeichnung RA121-E zum Einsatz. Dieser längs vor der Hinterachse eingebaute Saugmotor hatte 3497 cm³ Hubraum und leistete bei 13.500 min−1 735 PS (541 kW). Die Kraftübertragung übernahm ein quer eingebautes 6-Gang-Getriebe von McLaren. Im Verlauf der Saison (u. a. im Freitagstraining zum GP von Ungarn) wurde auch ein halbautomatisches Getriebe getestet. Zum Renneinsatz dieser Technologie im MP4/6 kam es aber nicht, da sie noch nicht genügend ausgereift war.
Der MP4/6 war damit das letzte Zwölfzylinderfahrzeug sowie das letzte handgeschaltete Auto, das eine Formel-1-Weltmeisterschaft gewinnen konnte (der letzte F1-Zwölfzylinder, der ein Rennen gewinnen konnte, war der Ferrari 412T2 von Jean Alesi beim Großen Preis von Kanada 1995, das letzte Siegerfahrzeug mit Handschaltung war der Benetton B192 von Michael Schumacher beim Großen Preis von Belgien 1992).
Eine geringfügig weiterentwickelte Version wurde unter der Bezeichnung MP4/6B in den beiden ersten Rennen der Saison 1992 eingesetzt. Äußerlich unterscheidet sich der MP4/6B nur durch die deutlich vergrößerten Frontflügel-Endplatten von den 1991er Fahrzeugen. Ab dem dritten Saisonlauf wurde er durch den MP4/7A ersetzt.

## Lackierung und Sponsoring
Der Rennwagen wurde in den vom Hauptsponsor Marlboro typischen Farben Rot und Weiß lackiert. Weitere Sponsoren waren die Teamausrüster Shell, Honda, Goodyear sowie das Textilunternehmen Courtaulds. In Ländern mit einem bestehenden Verbot für Tabakwerbung wurde dabei der Marlboro-Schriftzug durch den Teamnamen McLaren oder eine Abfolge schwarzer Blöcke anstelle der Buchstaben ersetzt. Auf der Nase ist der japanische Schriftzug „ジャンプ (Janpu/JUMP)“ zu sehen. Akira Toriyama zeichnete einige Illustrationen mit Dragon-Ball-Charakteren und dem MP4/5B.

## Fahrer
Pilotiert wurde der MP4/6 vom Brasilianer und Vorjahresweltmeister Ayrton Senna sowie dem Österreicher Gerhard Berger. Sie gewannen insgesamt acht Rennen und holten zehn Pole-Positions.

## Ergebnisse

### Saison 1991
| Fahrer                          | Nr.                             | 1   | 2 | 3 | 4   | 5   | 6   | 7   | 8  | 9  | 10 | 11 | 12 | 13  | 14  | 15 | 16 | Punkte | Rang |
| ------------------------------- | ------------------------------- | --- | - | - | --- | --- | --- | --- | -- | -- | -- | -- | -- | --- | --- | -- | -- | ------ | ---- |
| Formel-1-Weltmeisterschaft 1991 | Formel-1-Weltmeisterschaft 1991 |     |   |   |     |     |     |     |    |    |    |    |    |     |     |    |    | 139    | 1.   |
| Ayrton Senna                    | 1                               | 1   | 1 | 1 | 1   | DNF | 3   | 3   | 4* | 7* | 1  | 1  | 2  | 2   | 5   | 2  | 1  | 139    | 1.   |
| Gerhard Berger                  | 2                               | DNF | 3 | 2 | DNF | DNF | DNF | DNF | 2  | 4  | 4  | 2  | 4  | DNF | DNF | 1  | 3  | 139    | 1.   |

### Saison 1992
Diese Saison wurde mit einer B-Version des MP4/6 begonnen.
| Fahrer                          | Nr.                             | 1 | 2   | 3 | 4 | 5 | 6 | 7 | 8 | 9 | 10 | 11 | 12 | 13 | 14 | 15 | 16 | Punkte | Rang |
| ------------------------------- | ------------------------------- | - | --- | - | - | - | - | - | - | - | -- | -- | -- | -- | -- | -- | -- | ------ | ---- |
| Formel-1-Weltmeisterschaft 1992 | Formel-1-Weltmeisterschaft 1992 |   |     |   |   |   |   |   |   |   |    |    |    |    |    |    |    | 9      | 2.   |
| Ayrton Senna                    | 1                               | 3 | DNF |   |   |   |   |   |   |   |    |    |    |    |    |    |    | 9      | 2.   |
| Gerhard Berger                  | 2                               | 5 | 4   |   |   |   |   |   |   |   |    |    |    |    |    |    |    | 9      | 2.   |

| Legende  | Legende            | Legende                                                          |
| Farbe    | Abkürzung          | Bedeutung                                                        |
| -------- | ------------------ | ---------------------------------------------------------------- |
| Gold     | –                  | Sieg                                                             |
| Silber   | –                  | 2. Platz                                                         |
| Bronze   | –                  | 3. Platz                                                         |
| Grün     | –                  | Platzierung in den Punkten                                       |
| Blau     | –                  | Klassifiziert außerhalb der Punkteränge                          |
| Violett  | DNF                | Rennen nicht beendet (did not finish)                            |
| Violett  | NC                 | nicht klassifiziert (not classified)                             |
| Rot      | DNQ                | nicht qualifiziert (did not qualify)                             |
| Rot      | DNPQ               | in Vorqualifikation gescheitert (did not pre-qualify)            |
| Schwarz  | DSQ                | disqualifiziert (disqualified)                                   |
| Weiß     | DNS                | nicht am Start (did not start)                                   |
| Weiß     | WD                 | zurückgezogen (withdrawn)                                        |
| Hellblau | PO                 | nur am Training teilgenommen (practiced only)                    |
| Hellblau | TD                 | Freitags-Testfahrer (test driver)                                |
| ohne     | DNP                | nicht am Training teilgenommen (did not practice)                |
| ohne     | INJ                | verletzt oder krank (injured)                                    |
| ohne     | EX                 | ausgeschlossen (excluded)                                        |
| ohne     | DNA                | nicht erschienen (did not arrive)                                |
| ohne     | C                  | Rennen abgesagt (cancelled)                                      |
| ohne     | keine WM-Teilnahme |                                                                  |
| sonstige | P/fett             | Pole-Position                                                    |
| sonstige | 1/2/3/4/5/6/7/8    | Punktplatzierung im Sprint-/Qualifikationsrennen                 |
| sonstige | SR/kursiv          | Schnellste Rennrunde                                             |
| sonstige | *                  | nicht im Ziel, aufgrund der zurückgelegten Distanz aber gewertet |
| sonstige | ()                 | Streichresultate                                                 |
| sonstige | unterstrichen      | Führender in der Gesamtwertung                                   |